# 真輪總綱
真輪總綱（学名：Eurotatoria）是轮形动物门下的一個總綱，部分分類系統中將其視為一個綱。

## 下属分类
真輪總綱包括以下分類群：
- 單巢綱 Monogononta
  - 胶鞘目 Collothecacea
  - Flosculariaceae
  - 游泳目 Ploima
- 蛭態綱 Bdelloidea